# Königsberg (Nordpfälzer Bergland)
Der Königsberg ist ein 568 m ü. NHN hoher Berg in der Verbandsgemeinde Lauterecken-Wolfstein im Landkreis Kusel.

## Geografie
Der Königsberg liegt zwischen Lauter und Talbach und gehört zum Nordpfälzer Bergland. Er ist einer der höchsten Berge im Landkreis Kusel.
Zum Königsbergmassiv, es misst in Nord-Süd-Richtung etwa 5 km und in Ost-West-Richtung etwa 4 km, gehören die beiden Gipfel Leienberg (524 m) und Hahnenkopf (535 m). Im Süden schließt sich der 546 m hohe Selberg an.
Umliegende Orte sind Wolfstein, Reckweilerhof, Aschbach, Hinzweiler, Oberweiler im Tal, Eßweiler und Rutsweiler an der Lauter.

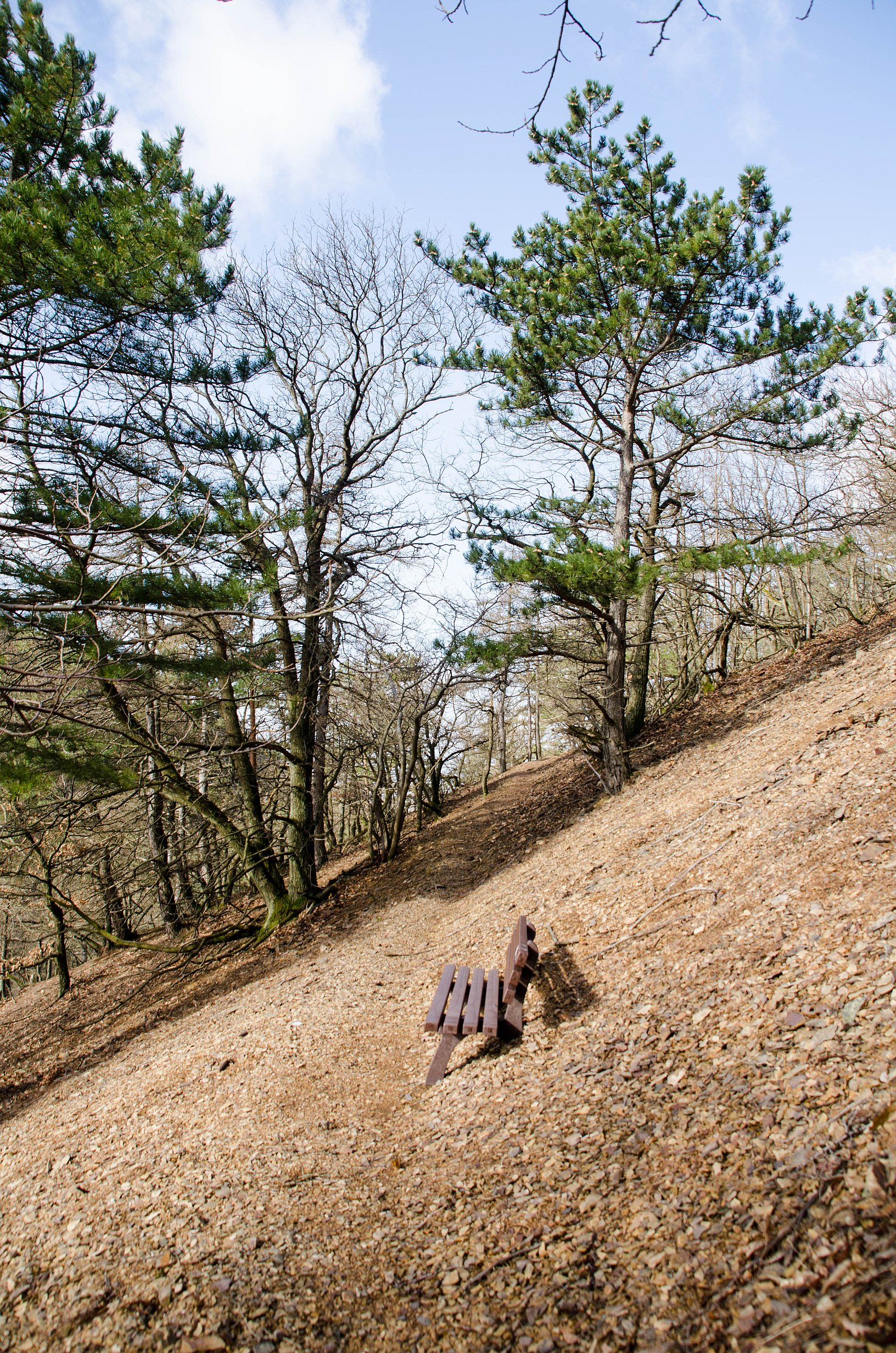
Wanderweg am Königsberg

## Flora und Fauna
Der Gipfel des Königsbergs ist fast vollständig bewaldet, nur im unteren Bereich des Berghanges, vor allem im Westen zwischen Eßweiler und Oberweiler im Tal und im Nordwesten zwischen Hinzweiler und Aschbach, werden größere Flächen landwirtschaftlich genutzt. In Wolfstein, an einem Südhang unterhalb der Burg Neu-Wolfstein, wird Wein angebaut.
Vorwiegend wächst ein Mischwald aus Buchen und Eichen, einzelne Flächen sind jedoch mit Fichten bewachsen. Eine Besonderheit ist am Leienberg zu sehen: der Hang zum Taufenbachtal hin ist fast vollständig mit Geröll bedeckt (Rhyolith-Hangschutthalde), außer vereinzelten Büschen wachsen dort nur verkrüppelte, mehr oder weniger mannshohe Eichen und Kiefern.
Aufgrund der abwechslungsreichen Landschaft rund um den Königsberg ist auch die Tierwelt sehr vielfältig. Zu den größeren Säugetierarten gehören Wildschwein, Reh, Rotfuchs und Dachs. Vor einiger Zeit wurden Europäische Mufflons angesiedelt. Es gibt Beobachtungen und Hinweise auf Wildkatzen, die jedoch nicht eindeutig belegbar sind.
Im Umkreis des Königsberges sind die üblichen einheimischen Vertreter der Vogelwelt vorhanden, man kann jedoch keine eindeutige Abgrenzung des Königsberggebietes vornehmen. Im Königsberg ist der Schwarzspecht heimisch. Es gibt Hinweise auf den Uhu, die jedoch nicht eindeutig belegbar sind. Am Talbach leben Eisvogel und Graureiher und auch der Rotmilan ist noch vorhanden.
Der Königsberg ist als FFH-Gebiet (Gebietsnummer 6411-302, Größe 1047 ha) ausgewiesen.

## Freizeitmöglichkeiten und Sehenswürdigkeiten
Im Königsberg gibt es eine Vielzahl von Wegen, die zum Wandern geeignet sind. Allerdings sind die Strecken nicht ganz einfach, da der Anstieg von den Tälern aus sehr steil ist. Einen spektakulären Ausblick auf Wolfstein, das fast 300 m unterhalb liegt, bietet sich beim „Dreimärker“ in der Nähe des Königsberggipfels. Im Königsberg gibt es mehrere Hütten, die teilweise von ansässigen Vereinen bewirtschaftet werden:
- Die Hütte im Taufenbachtal, an einem Weiher im Taufental zwischen Königsberg und Leienberg gelegen. Bewirtschaftet im Sommer an Sonn- und Feiertagen.
- Der Laufhauser Weiher mit Grillhütte.
- Die CJVM-Hütte, ebenfalls eine Grillhütte.
- Die PWV-Hütte vorm Selberg des Pfälzerwald-Vereins, bewirtschaftet an Sonntagen.
- Die Hütte des Heimat- und Verkehrsvereins Eßweiler, bewirtschaftet an Sonntagen.

Außerdem sind mehrere einfache Schutzhütten an den Wegen zu finden.
Die Wanderwege Leienbergweg und eine Route des Pfälzerwald-Vereins streifen die bedeutsame Hangschutthalde. Im Jahr 2010 wurde der Pfälzer Höhenweg eröffnet, der von Winnweiler über den Donnersberg und den Königsberg bis nach Wolfstein führt. Teile des ehemaligen Westpfalz-Wanderweges führten durch den Königsberg.
An der Jugendherberge oberhalb von Wolfstein beginnt der Nordic-Walking Parcours „Königsland“: 3 ausgeschilderte Strecken führen durch Königs- und Selberg. Auf dem Sattel zwischen Königs- und Selberg liegt der Flugplatz des Luftsportvereins Eßweiler.

### Sehenswürdigkeiten
Im Königsberg liegen 3 Burgen: Im Westen, auf einem Ausläufer über dem Talbach liegt die Ruine der Sprengelburg. Am Osthang über der Stadt Wolfstein die beiden Burgen Alt- und Neu-Wolfstein.
Zwischen Rutsweiler an der Lauter und Wolfstein liegt die Zweikirche, der letzte Rest eines untergegangenen Ortes. In Wolfstein liegt der Eingang zum Kalkbergwerk am Königsberg. Auf dem Gipfel nahe dem „Kreuzfeld“ sind noch die Reste der Grube „Aschbach“ zu sehen.

## Geschichte
Über die Höhe des Königsbergs führte einst eine Römerstraße aus der Gegend von Kaiserslautern kommend in Richtung Lauterecken.

### Bergbau
Der Königsberg ist durchzogen von alten Stollen und Bergwerken. Seit dem 18. Jahrhundert wurde hier nach Schwerspat, Quecksilber, Eisenerz, Kalk und auch nach Kohle gegraben. Die Namen einiger Bergwerke waren Erzengel, Schwerspat oder Pfälzer Mut(h). Der untergegangene Ort Laufhausen war eine Bergarbeitersiedlung.
Die meisten Stollen sind eingestürzt oder zugeschüttet, von ihnen sind nur noch die Abraumhalden vor den ehemaligen Stolleneingängen zu sehen. Lediglich das Kalkbergwerk in Wolfstein, in Betrieb bis 1967, ist als Besucherbergwerk ausgebaut und zu besichtigen.
Auf der Höhe des Königsbergs sind noch einige Baureste der Grube „Aschbach“ zu sehen. Gebäudereste, zugemauerte Stolleneingänge sowie Fundamente der Stützen einer Seilbahn, die früher von hier nach Wolfstein führte, liegen im Wald verborgen. Die Grube war bis in die 1950er Jahre in Betrieb.
Von 1725 bis in die 1950er Jahre wurde intensiv Bergbau am Königsberg betrieben, mit zeitweilig bis zu 53 Bergwerks-Betrieben, für detailliertere Angaben, siehe Liste von Bergwerken in der Pfalz.